# Verkställighet
Verkställighet av dom eller beslut eller annan exekutionstitel innebär att myndighet exekverar (genomför) exekutionstitelns innehåll när domen eller beslutet har vunnit laga kraft.
I Sverige kan verkställighet ske exempelvis enligt 1 kap. 3 § utsökningsbalken av Kronofogdemyndigheten genom kronofogde eller annan tjänsteman. Handläggningen sker i allmänna mål, som avser uttagande av böter, vite, skatt, tull, avgift och andra medel som staten eller kommun har rätt till och som får utsökas utan föregående dom. Andra mål än dessa betecknas enskilda mål. Verkställighet sker också när polisen avvisar utlänningar från Sverige enligt ett avvisningsbeslut från Migrationsverket eller Migrationsdomstolarna.
Verkställighet som avser betalningsskyldighet sker genom utmätning.
Verkställighet som avser annan förpliktelse eller säkerhetsåtgärd sker enligt 16 kap. utsökningsbalken 
som avhysning, kvarstad eller annan verkställighet, som sker genom att kronofogdemyndigheten förelägger den som förpliktats att fullgöra vad som åligger honom eller att iaktta förbud.
Den som söker verkställighet ska betala kostnader för förrättningen.
Översättningar kan krävas. En part som ansökte om verkställighet enligt Bryssel I-förordningen (en) lämnade in en dom och ett intyg avfattade på tyska språket. Efter att parten underlåtit att följa ett föreläggande om att översätta handlingarna till svenska blev ansökan avslagen.
Beslut om verkställighet kan överklagas skriftligen till tingsrätt. I allmänhet ska överklagandet ske inom tre veckor från det beslutet delgavs klaganden genom att inges till kronofogdemyndigheten. Ett beslut om utmätning får överklagas utan inskränkning till viss tid.
Tingsrätt har rätt att förordna om inhibition.

### Fotnoter
1. ↑  1 kap. 3 § Utsökningsbalken (1981:774)
2. ↑  1 kap. 6 § Utsökningsbalken (1981:774)
3. ↑  1 kap. 1 § 2 stycket Utsökningsbalken (1981:774)
4. ↑  16 kap. Utsökningsbalken (1981:774)
5. ↑  16 kap. 12 § Utsökningsbalken (1981:774)
6. ↑  17 kap. 2 § Utsökningsbalken (1981:774)
7. ↑  NJA 2011 s. 345
8. ↑  18 kap. 1 § Utsökningsbalken (1981:774)
9. ↑  18 kap. 7 § Utsökningsbalken (1981:774)
10. ↑  18 kap. 12 § Utsökningsbalken (1981:774)